# Trogon citreolus
Trogon citreolus és una espècie d'ocell de la família dels trogònids (Trogonidae) que habita boscos i matolls del vessant mexicà del Pacífic.
En diverses llengües rep el nom de "trogon citrí" (Anglès: Citreoline Trogon. Francès: Trogon citrin).